# Atrichopogon domizii
Atrichopogon domizii är en tvåvingeart som beskrevs av Gustavo R. Spinelli 1982. Atrichopogon domizii ingår i släktet Atrichopogon och familjen svidknott. Inga underarter finns listade i Catalogue of Life.